# TSV Unterhaching
Le TSV Unterhaching est un club multi-sports  allemand fondé en 1910 et basé à Unterhaching. Il comprend une section volley-ball fondée en 1978, dont l'une des équipes masculines évolue au plus haut niveau national (1. Bundesliga) sous le nom TSV Haching München depuis sa collaboration avec le TSV 1860 Munich.

## Généralités

ancien logo

## Palmarès
- Championnat d'Allemagne 
  - Finaliste : 2009, 2010, 2012

- Coupe d'Allemagne (4)
  - Vainqueur : 2009, 2010, 2011, 2013

## Entraîneurs
- 1997-2004 :  Mihai Paduretu